# Jytte Reichstein Nilsson
Jytte Reichstein Nilsson (1932-2020) fue una protozoóloga y educadora danesa. Es recordada por su investigación en biología celular, realizando estudios de microscopía electrónica sobre las estructuras celulares, incluida la interacción entre la construcción y la función celular. Se desempeñó como vicepresidenta de la Sociedad de Protozoólogos (1977), y luego se convirtió en miembro honorario. Contribuyó con unos 80 artículos sobre su investigación en revistas científicas.   

## Biografía
Nacida el 27 de abril de 1932 en Lunderskov, cerca de Kolding, en Jutlandia, Jytte Reichstein Nilsson era hija del ingeniero Arthur Nilsson (1904-1973) y su esposa Lucretia Margrethe Reichstein, de soltera Petersen (1901-1965). En julio de 1954 se casó con el químico Carl Ulrich Linderstrøm-Lang (1928-1978). Tuvieron dos hijos juntos: Steen (1954) y Anette (1956). Mientras estaba en la escuela secundaria, Nilsson comenzó a trabajar como asistente de laboratorio en el Laboratorio Carlsberg . Continuó mientras estudiaba zoología en la Universidad de Copenhague . Después de casarse en 1954, pasó tres años en Uganda, donde trabajó sobre los efectos de la anaerobia en animales en la Universidad Makerere como asistente de LC Beadle. Al regresar a Dinamarca, continuó estudiando fisiología y obtuvo una maestría en protozoología en 1961. 
Hasta 1971, Nilsson trabajó en el Instituto Biológico de la Fundación Carlsberg, lo que incluyó un viaje de estudios al Centro Médico de la Universidad de Rochester en Estados Unidos. Mientras estuvo en la Fundación Carlsberg, llevó a cabo una investigación detallada sobre la interacción entre forma y función en organismos unicelulares, dominando el uso de la microscopía electrónica y la autorradiografía .  Desde 1972, fue contratada como profesora especializada en biología celular por la Universidad de Copenhague. Obtuvo un doctorado en 1976 y fue nombrada docente.  Se jubiló en 1999. Nilsson fue vicepresidente de la Sociedad de Protozoólogos (1977-1978) y se convirtió en miembro honorario en 1995. De 1985 a 1989 fue miembro de Statens Naturvidenskabelige Forskningsråd, el Consejo Danés de Investigación Científica. Jytte Reichstein Nilsson murió el 19 de septiembre de 2020. 